# Anacampseros dinteri
Anacampseros dinteri és una espècie de planta amb flors del gènere Anacampseros dins la família de les anacampserotàcies.

## Descripció
Planta nana, perenne, amb branques de fins a 6 cm de llarg. El càudex pot créixer fins a 2 cm de diàmetre.
Les flors són blanques amb un lleuger toc rosat.

## Distribució
Planta endèmica del centre de Namíbia. Creix a la sorra o a un altre sòl ben drenat amb poca aigua i molt sol.

## Taxonomia
Aquesta espècie va ser descrita per primer cop l'any 1901 a la publicació Bulletin de l'Herbier Boissier pel botànic suís Hans Schinz (1858-1941), dins de la família de les portulacàcies.
Aquesta espècie fou coneguda amb aquest nom fins al 1994, any en què el botànic anglès Gordon Douglas Rowley (1921-2019) va crear el gènere Avonia i la hi va incloure (Avonia dinteri). A partir de l'any 2010 va tornar al gènere Anacampseros i va passar a la família de les anacampserotàcies com a conseqüència de les investigacions de Reto Nyffeler i Urs Eggli publicades a la revista Taxon.

### Sinònims
Els següents noms científics són sinònims d'Anacampseros dinteri:
- Sinònims homotípics

- Avonia dinteri (Schinz) G.D.Rowley
- Portulaca dinteri (Schinz) Poelln.

- Sinònims heterotípics

- Anacampseros neglecta Poelln.
- Anacampseros omaruruensis Dinter ex Poelln.
- Anacampseros ombonensis Dinter & Poelln.
- Anacampseros quinaria var. schmidtii A.Berger
- Anacampseros schmidtii (A.Berger) Poelln.
- Anacampseros wischkonii Dinter & Poelln.
- Anacampseros wischkonii var. levis Poelln.